# Шевченко Іван Миколайович
Іван Миколайович Шевче́нко (нар. 16 липня 1937, Семенівка) — український радянський живописець, заслужений художник УРСР з 1984 року.

## Біографія
Народився 16 липня 1937 року в селі Семенівці (тепер Криничанський район Дніпропетровської області, Україна). У 1959 році закінчив Інститут живопису, скульптури й архітектури імені І. Ю. Рєпіна Академії мистецтв СРСР в Ленінграді. Член КПРС з 1973 року.

## Твори
- «Перемога» (1975);
- «Кримські жнива» (1979);
- «Азовські рибалки» (1981);
- «Будівники Кримської АЕС» (1982);
- «Тяжкі роки» (1985);
- «Безсмертя Республіки Тавріди» (1986);
- «Літо» (1986) та інші.

Гобелен «Крим античний» для Російського драматичного театру імені М. Горького у Сімферополі.